# Flaga Nowego Sącza

Flaga Nowego Sącza z roku 1992

Flaga Nowego Sącza – jeden z symboli miejskich Nowego Sącza w postaci flagi. Ustanowiona uchwałą rady miejskiej nr XLV/467/17 z 17 października 2017 roku.

## Wygląd i symbolika
Flaga jest zaprojektowana jako prostokątny płat błękitnej tkaniny na którym umieszczono godło z herbu miasta. 

## Historia
Poprzednia flaga Nowego Sącza była prostokątnym płatem składającym  się z dwóch pól w kolorze różowym i zielonym, oddzielonych ukośną linią. Kolor różowy znajduje się w lewej górnej części, natomiast zielony w prawej dolnej części flagi.
Flaga ta powstała podczas przygotowań do obchodów 700 lecia miasta w 1992 roku.
Jej barwy pochodziły od zielonych i różowych sznurków przy pieczęciach z zabytkowych dokumentów. Pierwotnie musiał być to kolor czerwony, który z czasem wyblakł. Flaga powinna była być zatem zielono-czerwona.
W kwietniu 2012 roku Rada Miasta podjęła uchwałę o uporządkowaniu kwestii związanych ze znakami i symbolami miasta.